# История Рона Кларка
«История Рона Кларка» (англ. The Ron Clark Story) — телевизионная драма режиссёра Рэнды Хейнс, повествующая о работе педагога Рона Кларка (Ron Clark) с «трудными» детьми. Премьера ленты состоялась 13 января 2006 года. В таких странах, как Австралия, Бельгия, Великобритания, Новая Зеландия, Филиппины и Швеция, фильм известен под названием «Триумф» (The Triumph).

## Сюжет
Фильм основан на реальных событиях, прототипом главного героя является Рон Кларк, живший в маленьком городе в Северной Каролине. Педагог-энтузиаст, раньше преподававший в младших классах в провинции, переезжает в Нью-Йорк и начинает работу в одной из городских школ Гарлема, где, как выясняется, учатся одни проблемные ученики. На пути Рона Кларка встают многочисленные препятствия, прежде всего организация собственно обучения — дети казались неуправляемыми и совершенно не желали ничего учить. Рон считал, что он и дети — одна семья, что противоречило школьным представлениям об отношениях между педагогом и учениками. Однако постепенно ему удаётся с ними поладить и сделать их не только лучшим классом в школе, но и во всем городе.

## В ролях
| Актёр            | Роль                |
| ---------------- | ------------------- |
| Мэттью Перри     | Рон Кларк           |
| Брэндон Смит     | Тайшан              |
| Ханна Ходсон     | Шэмейка             |
| Эрни Хадсон      | директор Тёрнер     |
| Мелисса де Соуса | Марисса Вега        |
| Патриция Идлетте | Девина              |
| Джэрри Каллахан  | Рон Кларк-старший . |
| Марти Антонини   | Ховард              |
| Валджит Балагун  | Отец Бадрии         |

| Актёр             | Роль                  |
| ----------------- | --------------------- |
| Патриция Бенедикт | Джэн Кларк            |
| Джудиц Бучан      | директор школы Шоуден |
| Кандус Чурчилл    | Дорет Валлеке         |
| Гриффин Корк      | Хадли                 |
| Памела Кроуворд   | Миссис Бентон         |
| Изабелла Делюс    | Алита Санчес          |
| Джэймс Дюган      | Мистер Ливели         |
| Брэн Исткотт      | Бадрия                |
| Крис Энригт       |                       |

## Награды
В декабре 2006 года Мэттью Перри был номинирован на премию «Золотой глобус» и на премию Гильдии киноактёров США в категории «лучший актёр в мини-сериале или телефильме». Также фильм был номинирован на премию Гильдии режиссёров США за режиссуру телевизионного фильма (Рэнда Хейнс) и на премию Гильдии сценаристов США за лучший оригинальный сценарий (Энни ДеЯнг и Макс Энско).
30 ноября 2006 года премии Family Television Awards были удостоены телеканал TNT и продюсеры Ховард Бёрконс и Бренда Френд за работу над лучшим телевизионным фильмом/драмой 2006 года. 20 мая 2007 года на 28-й церемонии вручения премий «Молодой актёр» фильм был удостоен звания лучшего семейного телевизионного фильма, а Ханна Ходсон за роль Шэмейки получила награду в категории «лучшая главная роль в телевизионном фильме, исполненная молодой актрисой».
15 мая 2007 года фильм получил премию Святого Христофора. В июле 2007 года фильм был номинирован на три премии «Эмми»: в категориях «Лучший подбор актеров для мини-сериала или телефильма», «Лучший актёр в мини-сериале или телевизионном фильме» (Мэттью Перри), «Лучший телевизионный фильм».